# Iwan P. Williams
Iwan P. Williams, en brittisk astronom.
Minor Planet Center listar honom som I. P. Williams och som upptäckare av 7 asteroider.
Asteroiden 3634 Iwan är uppkallad efter honom.

## Lista över upptäckta mindre planeter och asteroider
| (15788) 1993 SB [A] [B]                                                       | 16 september 1993 |
| (15789) 1993 SC [A] [B]                                                       | 17 september 1993 |
| (19255) 1994 VK9 [A] [B]                                                      | 8 november 1994   |
| (19299) 1996 SZ4 [A] [C]                                                      | 16 september 1996 |
| 114156 Eamonlittle [A]                                                        | 4 november 2002   |
| 143048 Margaretpenston [A]                                                    | 2 november 2002   |
| 179595 Belkovich [A]                                                          | 22 juli 2002      |
| Upptäckt tillsammans med: A Alan Fitzsimmons B Donal O'Ceallaigh C Mike Irwin |                   |